# Chinesische Wasserspitzmaus
Die Chinesische Wasserspitzmaus (Chimarrogale styani) ist eine Spitzmausart aus der Gattung der Biberspitzmäuse (Chimarrogale). Sie kommt vor allem im Zentrum der Volksrepublik China und in Myanmar vor.

## Merkmale
Mit einer Kopf-Rumpf-Länge von 9,6 bis 10,8 Zentimetern und einem Gewicht von 23 bis 56 Gramm zählt die Art zu den mittelgroßen Spitzmausarten. Der Schwanz erreicht eine Länge von 61 bis 85 Millimetern und der Hinterfuß von 20 bis 23 Millimetern. Ihr Äußeres entspricht nahezu dem der Himalaya-Wasserspitzmaus (C. himalayana), sie ist allerdings etwas kleiner. Die Rücken- und Bauchfärbung ist einheitlich schwarzbraun und dunkler als bei der Himalaya-Wasserspitzmaus, wobei die Bauchseite deutlich abgesetzt und heller bis wollig weiß ist.
| 1 | · | 3 | · | 1 | · | 3 | = 28 |
| 1 | · | 1 | · | 1 | · | 3 | = 28 |

Der Schädel hat eine maximale Länge von 23 bis 25 Millimetern. Wie alle Arten der Gattung besitzt die Chinesische Wasserspitzmaus im Oberkiefer pro Hälfte einen Schneidezahn (Incisivus) und danach drei, manchmal vier, einspitzige Zähne, einen Vorbackenzahn (Praemolar) und drei Backenzähne (Molares). Im Unterkiefer besitzt sie dagegen einen einzelnen Eckzahn (Caninus) hinter dem Schneidezahn. Insgesamt besitzen die Tiere somit 28 Zähne. Die Wurzeln sind ungefärbt.

## Verbreitung

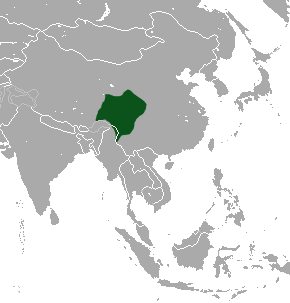
Verbreitungsgebiete der Chinesischen Wasserspitzmaus

Die Chinesische Wasserspitzmaus kommt in einem großen Gebiet in der Volksrepublik China sowie in den angrenzenden Staaten vor. In China ist die Art in den Provinzen Xizang, Yunnan, Sichuan, Qinghai und Gansu verbreitet. Darüber hinaus kommt die Art im Norden Myanmars und vielleicht auch in Arunachal Pradesh im äußersten Nordosten Indiens vor.
Die Höhenverbreitung reicht von 1700 bis 3500 Metern. In großen Teilen des Verbreitungsgebietes kommt die Art sympatrisch mit der Himalaya-Wasserspitzmaus (C. himalayana) vor.

## Lebensweise
Über die Lebensweise der Chinesischen Wasserspitzmaus liegen wie bei allen Arten der Gattung kaum Daten vor. Wie alle Spitzmäuse ernähren sich auch diese Arten von wirbellosen Tieren, die Chinesische Wasserspitzmaus ernährt sich zudem wahrscheinlich von wasserlebenden Insekten und erbeutet auch kleine Fische. Die Art lebt vor allem im Bereich klarer und kalter Flüsse in Waldgebieten in höheren Lagen.

## Systematik
Die Chinesische Wasserspitzmaus wird als eigenständige Art innerhalb der Gattung der Biberspitzmäuse (Chimarrogale) eingeordnet, die aus sechs Arten besteht. Die wissenschaftliche Erstbeschreibung stammt von William Edward de Winton aus dem Jahr 1899.
Innerhalb der Art werden neben der Nominatform heute keine Unterarten unterschieden.

## Bedrohung und Schutz
Die Chinesische Wasserspitzmaus wird von der International Union for Conservation of Nature and Natural Resources (IUCN) aufgrund des relativ großen Verbreitungsgebiets sowie der angenommenen Bestandsgröße als nicht gefährdet („least concern“) eingestuft. Gefährdungen für die Art sind nicht bekannt, allerdings könnten Lebensraumzerstörungen wie Waldrodungen und Verunreinigungen in Flüssen einen Effekt auf die Bestände haben.